# Piero Malvestiti
Piero Malvestiti (né le 26 juin 1899 à Apiro dans la province de Macerata, mort à Milan le 5 novembre 1964) est un homme politique démocrate-chrétien italien.

## Biographie
Né dans les Marches, Piero Malvestiti a ensuite déménagé en Lombardie avec sa famille et y a obtenu un diplôme de comptable dans un collège religieux. De 1917 à 1918, il combat en tant qu'officier dans l'armée italienne pendant la Première Guerre mondiale. Il participe à la bataille de Vittorio Veneto en octobre 1918 et y obtient la Croix du Mérite de la guerre. Il est engagé à la fin de la guerre par la Banque populaire de Milan et y reste pendant douze ans. Parallèlement, à cette activité, ol est employé par l'archevêché de Milan, notamment pour l'assistance aux ouvriers et aux vétérans. Il fonde la Ligue lombarde d'aide aux vétérans de guerre.
Piero Malvestiti s'oppose au régime fasciste dès ses origines, contestant l'idée d'un État moral et de conception corporative propre à l'idéologie fasciste. Membre de l'Action catholique, il fonde en 1928 avec Gioacchino Malavasi et Armando Rodolfi le mouvement politique « Azione guelfa », principal groupement catholique d'opposition au fascisme. En 1933, le mouvement est découvert par l'OVRA, la police politique et Malvestiti est arrêté le 20 mars 1933 et condamné le 30 janvier 1934 à cinq ans de prison. Il est ensuite libéré pour raisons de santé mais avec l'interdiction de s'engager dans des activités politiques jusqu'à la fin de la condamnation.
S'il a ensuite des difficultés à retrouver un emploi stable, il parvient à renouer le contact avec l'« Azione guelfa ». Durant l'été 1942, quand il devient clair que le fascisme va conduire le pays à la catastrophe, un nouveau parti politique catholique est fondé. Malvestiti est l'un des protagonistes de cette fondation. En août, il rencontre secrètement Alcide De Gasperi à Borgo Valsugana. En septembre, des personnalités de l'« Azione guelfa » (Malvestiti, Achille Grandi, Edoardo Clerici, Giorgio Enrico Falck) et de l'ancien Parti populaire jettent les bases de la future Démocratie chrétienne. Le Programme de Milan, une plateforme de douze points, est l'expression de l'élaboration sociale et politique de ce mouvement. Approuvé par le groupe de De Gasperi, qui avait également accepté le nom du nouveau parti, le programme de Milan est affiché sur les murs de Milan après la capture de Benito Mussolini le 25 juillet 1943. Il est adressé aux « Italiens dignes de la liberté » et invite tous les catholiques « à s'unir sous la bannière du Parti démocrate-chrétien ».
À la suite de l'Armistice de Cassibile le 3 septembre et de la Proclamation de Badoglio du 8 septembre 1943, Piero Malvestiti prend part à la Résistance au Fascisme comme membre l'aile « néo-guelfe », fédéraliste et autonomiste, de la Démocratie chrétienne. Il la représente au Comité de libération nationale. En septembre et octobre 1944, il soutient en qualité de conseiller financier le gouvernement provisoire de la République partisane du val d'Ossola. Après la chute de cette dernière, il se rend en Suisse, puis retourne dans son pays comme membre du Comité de libération nationale.
Une fois l'Italie libérée, il s'implique pleinement dans la Démocratie chrétienne, fait partie de son Conseil national et participe à son premier congrès en avril 1946 à Rome. Il est élu député à l'Assemblée constituante de la République Italienne. Il est ensuite élu à la Chambre des Députés pendant les deux premières législatures. Il est également ministre à plusieurs reprises dans les années 1940 et 1950.
Piero Malvestiti démissionne toutefois de la Chambre des députés une année avant la fin de la législature car il est nommé président de la toute nouvelle Commission de la Communauté économique européenne. Il en est le premier commissaire italien. En 1959, il est nommé président de la Haute Autorité de la Communauté européenne du charbon et de l'acier (CECA), charge qu'il conserve jusqu'en 1963.
Il meurt le 5 novembre 1964 à Milan.

## Sources
- (it) Cet article est partiellement ou en totalité issu de l’article de Wikipédia en italien intitulé « Piero Malvestiti » (voir la liste des auteurs).